# Manfred Fraider

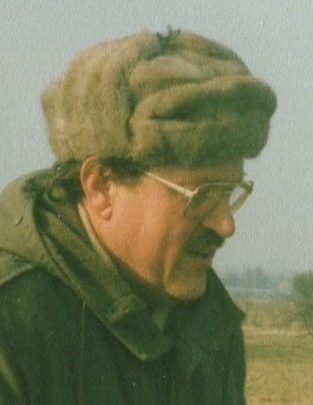
Manfred Fraider

Manfred Fraider (* 13. Dezember 1935 in Singen (Hohentwiel); † 25. September 2012) war ein deutscher Kapitän,  Hamburger Politiker der Sozialdemokratischen Partei Deutschlands (SPD) und Mitglied der Hamburgischen Bürgerschaft.

## Leben und Politik
Fraider ist aufgewachsen in der Nähe des Bodensees. Er begann als Schiffsjunge auf Großseglern, Kümos, Frachtern und Tankern und wurde Matrose, Wachoffizier und schon mit 28 Jahren Kapitän auf Großer Fahrt. Ab 1970 arbeitete als Regierungsdirektor im Deutschen Hydrographischen Institut Hamburg (jetzt Bundesamt für Seeschifffahrt und Hydrographie). Er gehörte zu den Personen, die sich für den Erwerb und die Erhaltung der Cap San Diego und des „Eisbrechers Stettin“ einsetzten. Für ihn war es eine Vision, den Hamburger Hafen mit Museumsschiffen als Attraktion aufzuwerten. Sein Vorbild war der Kapitän Gustav Schröder, der sich für Mitmenschlichkeit und Toleranz einsetzte.
Fraider war ab 1978 in der Bezirksversammlung Wandsbek und von 1982 bis 1993 Mitglied der Hamburgischen Bürgerschaft. Dort arbeitete er unter anderem im Ausschuss für die Situation und die Rechte der Ausländer, Ausschuss für Hafen, Wirtschaft und Landwirtschaft sowie im Eingabenausschuss. Er war in mehreren SPD-Gremien aktiv, u. a. Vorsitzender der SPD Hamburg-Marienthal und Herausgeber der Wandsbeker Post.
Darüber hinaus war Manfred Fraider viele Jahre als Vorsitzender der Hans-Leip-Gesellschaft Hamburg und als Vorsitzender (1992–2006) des Fördervereins des Eisbrechers Stettin tätig. Zuletzt lebte er in Benz in der Gemeinde Malente.

## Ehrungen
- Bundesverdienstkreuz am Bande (28. September 1999)[6]